# جزيرة مارغريت

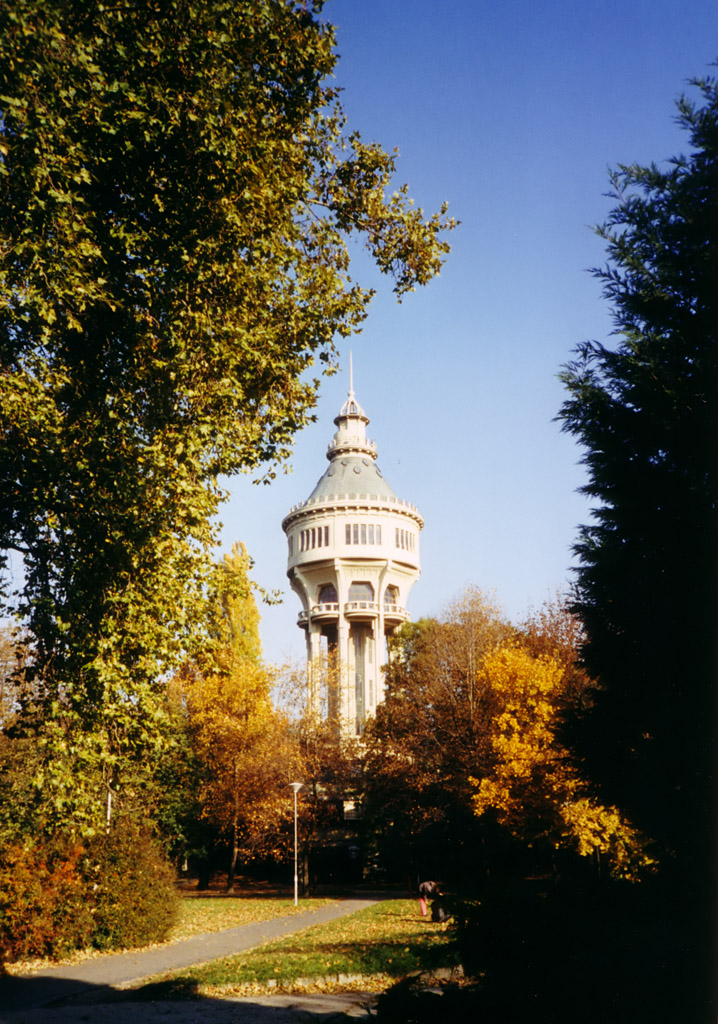
برج المياه, معلم شهير في جزيرة مارغريت.

جزيرة مارغريت ((بالمجرية: Margit-sziget)‏ [ˈmɒrɡit ˈsigɛt], (بالألمانية: Margareteninsel)‏, (بالتركية: Kızadası)‏) هي جزيرة بطول 2.5 كيلومتر (1.6 ميل)، بعرض 500 متر (550 يارد) مساحتها (0.965 كيلومتر مربع (238 أكر) في منتصف نهر الدانوب في وسط بودابست، هنغاريا. الجزيرة بغالبيتها تغطيها الحدائق والمناظر الطبيعية، وهي منطقة ترفيهية شعبية. تحتوي على أطلال من القرون الوسطى ترمز إلى المكانة الدينية لهذه الجزيرة. الجزيرة تمتد من المنطقة الواقعة بين جسر مارجريت (جنوب) إلى جسر آباد (شمال). قبل القرن 14 كانت تسمى الجزيرة ((Insula leporum)) (جزيرة الأرانب). إداريا جزيرة مارغريت كانت تنتمي إلى منطقة ال13 من العاصمة بودابست حتى عام 2013. الآن هي منطقة إدارية مستقلة.
التكوين الحالي للجزيرة هو نتيجة تطور اتصال ثلاث جزر منفصلة هي ((Festő)) (الرسام)، ((Fürdő)) (مسبح) ((Nyulak)) (الأرانب) وذلك خلال نهاية القرن 19 للسيطرة على تدفق نهر الدانوب. بالإضافة أن الجزيرة كانت ترتفع 102.5 متر فوق مستوى سطح البحر، ولكن الآن تم بناؤها إلى 104.85 متر فوق مستوى سطح البحر للسيطرة على الفيضانات.

## التسمية
كانت تسمى الجزيرة ((Insula leporum)) أي جزيرة الأرانب، قبل أن تُسمى على اسم القديسة مارغريت (1242–1270) في القرن 14. مارغريت ابنة بيلا الرابع حاكم المجر و عاشت في دير الدومينيكان في الجزيرة. كان لها العديد من الأسماء الأخرى خلال القرن 13: ((Nyulak szigete -جزيرة الأرانب))، ((Nagyboldogasszony-sziget -جزيرة سيدتنا (العذراء)))، ((Úr-sziget -جزيرة النبلاء))، ((Budai-sziget -جزيرة بودا))، ((Dunai-sziget -جزيرة الدانوب))، خلال عقد 1790 سُميت ب ((Nádor-sziget -جزيرة البلاط (بلاتيني))).

## أعلام
- مارغريت من المجر